# Nhà máy điện Phú Mỹ
Nhà máy điện Phú Mỹ là một tổ hợp gồm 6 nhà máy nhiệt điện tuốc-bin khí chu trình hỗn hợp được quản lí bởi Công ty Nhiệt điện Phú Mỹ thuộc Tổng công ty Phát điện 3 - EVNGENCO3 (Phú Mỹ 1, Phú Mỹ 2.1 và 2.1MR, Phú Mỹ 4) và Tập đoàn Điện lực Việt Nam - EVN (Phú Mỹ 2.2 và Phú Mỹ 3). 
Thực hiện chỉ đạo của EVN, Tổng Công ty Phát điện 3 tiếp nhận quản lý vận hành và bảo dưỡng sửa chữa Nhà máy Phú Mỹ 2.2 theo dạng hợp đồng dịch vụ. Tổng Công ty Phát điện 3 tiếp nhận quản lý vận hành và bảo dưỡng sửa chữa Nhà máy Phú Mỹ 2.2 theo dạng hợp đồng dịch vụ. Để duy trì các tổ máy vận hành an toàn, hiệu quả, Tổng Công ty Phát điện 3 yêu cầu Công ty Dịch vụ Sửa chữa các Nhà máy điện (EPS) (đơn vị được giao chủ trì thực hiện công tác quản lý vận hành, bảo dưỡng, sửa chữa Nhà máy Phú Mỹ 2.2) .
 Các nhà máy thuộc Công ty Nhiệt điện Phú Mỹ với tổng công suất 2540 MW cung cấp khoảng 6,6% lượng điện của Việt Nam (2017).
Dự án Nhà máy điện Phú Mỹ 3 BOT bắt đầu vận hành thương mại từ ngày 01/3/2004 với thời hạn 20 năm và được chuyển giao không bồi hoàn cho phía Việt Nam. Vào lúc 0h00 ngày 01/3/2024, sau khi kết thúc thời hạn theo hợp đồng BOT, Nhà Máy Điện Phú Mỹ 3 đã được chuyển giao về lại cho Việt Nam. EVN đã tiếp nhận và giao cho EVNGENCO3 quản lý, vận hành và sữa chữa nhà máy.
Dự án Nhà máy điện Phú Mỹ 2.2 có tổng công suất 715 MW với công nghệ tua bin khí chu trình hỗn hợp. Đây là dự án BOT (xây dựng - vận hành - chuyển giao) đầu tiên tại Việt Nam được cấp phép thông qua đấu thầu quốc tế. Dự án bắt đầu vận hành thương mại từ ngày 04/02/2005 với thời hạn 20 năm và được chuyển giao cho Việt Nam vào ngày 04/02/2025 sau khi kết thúc thời hạn hợp đồng BOT, trở thành nhà máy điện BOT thứ hai được chuyển giao theo hình thức này.
Nhà máy điện Phú Mỹ 2.1, công suất 477 MW.
Nhà máy điện Phú Mỹ 2.1 mở rộng, công suất 468 MW.
Nhà máy điện Phú Mỹ 1, công suất 1.118 MW.
Nhà máy điện Phú Mỹ 4, công suất 477 MW.
Nhà máy điện Phú Mỹ 3, công suất 720 MW.
Nhà máy điện Phú Mỹ 2.2, công suất 715 MW.

Các nhà máy này được đặt tại Khu công nghiệp Phú Mỹ 1, phường Phú Mỹ, thành phố Phú Mỹ, tỉnh Bà Rịa – Vũng Tàu. Nguồn nhiên liệu cung cấp cho các nhà máy là khí thiên nhiên Nam Côn Sơn và mỏ Bạch Hổ, và dầu ở chế độ sau bảo trì, với mức tiêu thụ khoảng 10 triệu m³  khí/ngày.
Khoảng 12h25 ngày 03/10/2023, Công ty Nhiệt điện Phú Mỹ (thuộc Tổng Công ty Phát điện 3 - EVNGENCO3) trở thành đơn vị phát điện đầu tiên ở Việt Nam phát lên Hệ thống điện Quốc gia sản lượng điện thứ 330 tỉ kWh, một cột mốc sản lượng điện cao nhất từ trước đến nay.